# ویلی هورن
ویلی هورن (آلمانی: Willi Horn; ۱۷ ژانویه ۱۹۰۹ – ۳۱ مه ۱۹۸۹) قایقران کانو اهل آلمان بود.
وی در مسابقات کشوری و بین‌المللی در مجموع برندهٔ ۱ مدال نقره شده‌است.